# Agnes de Meissen
Agnes (n. înainte de 1264 - d. după septembrie 1332) a fost o fiică a margrafului Albert al II-lea cel Degenerat de Meissen cu prima sa soție, Margareta de Sicilia.
Agnes a fost căsătorită cu Henric I "cel Minunat", duce de of Braunschweig-Grubenhagen, în 1282, cu care a avut 16 copii:
- Elisabeta (n. cca. 1282), căsătorită cu Frederic, conte de Beichlingen
- Otto (n. cca. 1283, d. 1309)
- Albert (n. cca. 1284, d. după 1341), intrat în Ordinul teutonic
- Adelaida (n. 1285–d. 1320), căsătorită cu regele Henric I al Boemiei
- Facia (n. cca. 1286, d. 1312)
- Agnes, (n. cca. 1287, d. între 1332 și 1336), abatesă de Osterode
- Henric (n. cca. 1289, d. 1351), duce de Braunschweig-Lüneburg
- Frederic (n. cca. 1291 – d. cca. 1323)
- Adelida de Braunschweig (n. cca. 1293 – d. 17 august 1324), căsătorită cu împăratul Andronic al III-lea Paleologul al Bizanțului și rebotezată Irina
- Conrad (n. cca. 1294 – d. cca. 1320)
- Mehtilda (n. cca. 1295 – d. 14 martie 1344), căsătorită cu Ioan al II-lea de Werle
- Ernest (n. cca. 1297 – d. 11 martie 1361), duce de Braunschweig-Grubenhagen
- Wilhelm (n. cca. 1298–1360), duce de Braunschweig-Grubenhagen
- Richardis de Osterode (n. cca. 1300, d. între 1332 și 1336), abatesă de Osterode
- Margareta (n. cca. 1300, d. 1312)
- Ioan, (n. înainte de 1322 - d. 23 mai 1367), preot de Einbeck